# Zwedenówka
Zwedenówka (ukr. Зведенівка) – wieś na Ukrainie w rejonie szarogrodzkim obwodu winnickiego. Przez wieś przepływa rzeczka Sucha, lewy dopływ Murafy.